# Opiat

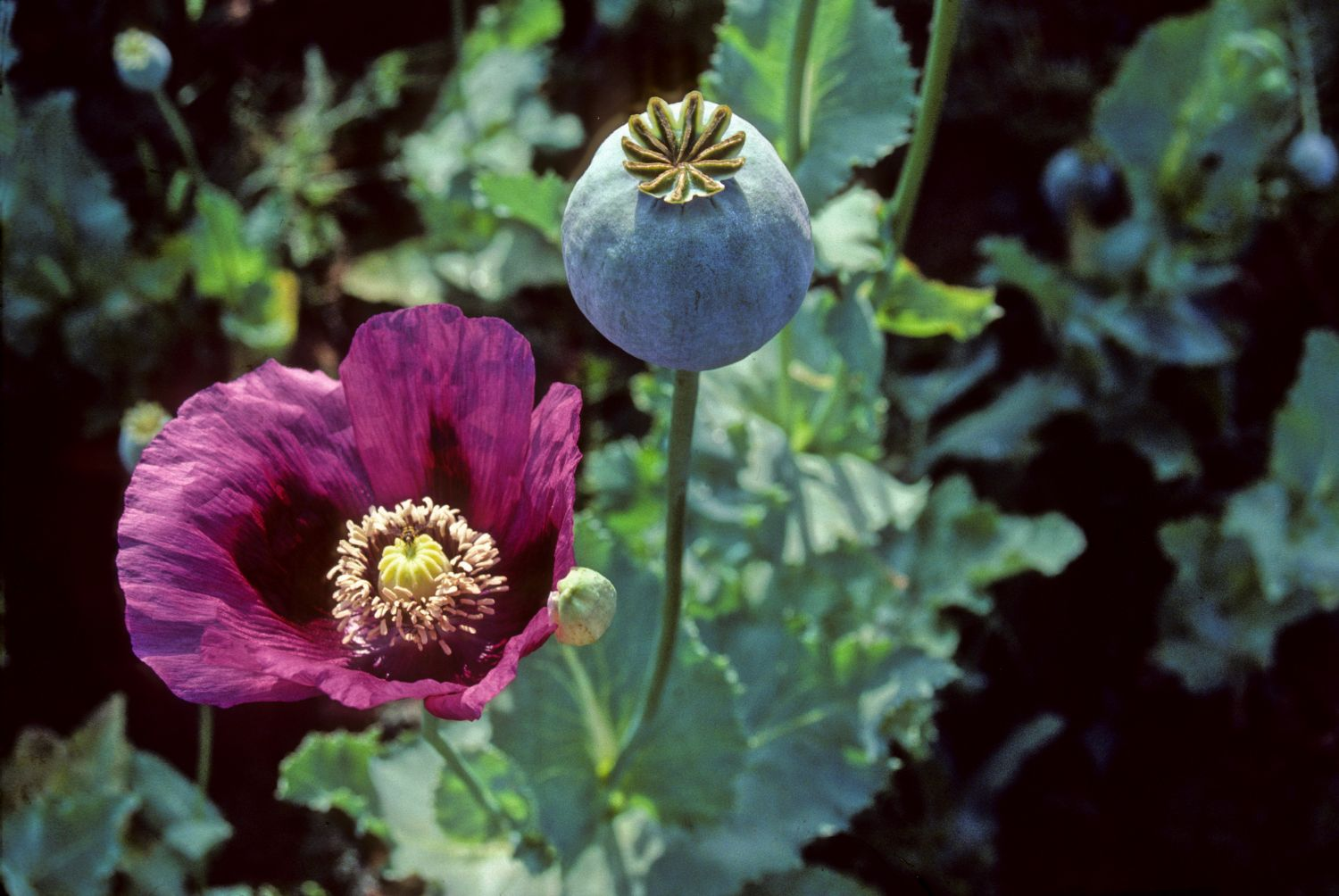
Schlafmohn (Papaver somniferum), aus dessen Milch Opiate gewonnen werden

Als Opiate werden die Schlafmohnalkaloide sowie deren direkte Derivate bezeichnet. Klassisch wurden als Opiate opiumhaltige Arzneimittel, wie beispielsweise Opiumtinktur, bezeichnet. Später wurde der Begriff auch auf Arzneimittel aus Opiumalkaloiden ausgedehnt. In der modernen Pharmakologie wird der Begriff meist für Opiumalkaloide und die von ihnen abgeleiteten halbsynthetischen und nichtpeptidischen Arzneistoffe verwendet. Andere Definitionen sehen den Opiatbegriff als Synonym für Opioide, zu denen neben den Opiumalkaloiden auch andere natürlich vorkommende Opioide sowie halbsynthetische und vollsynthetische Stoffe mit morphinartigen Eigenschaften zählen. Betäubungsmittelrechtlich wird der Begriff Opiat insbesondere im Zusammenhang mit der Opiatabhängigkeit für Opioide mit einem Abhängigkeitspotential verwendet.
Morphin ist das älteste und relevanteste Opiat und gilt in der Schmerztherapie als Referenzsubstanz, an der die schmerzstillende Wirkung der anderen Opioide gemessen wird: Eine therapeutische Potenz von 2 bedeutet beispielsweise, dass man nur die Hälfte der Dosis braucht, die bei Verwendung von Morphin erforderlich wäre. In den letzten Jahren haben verstärkt andere Opioide (z. B. Oxycodon, Hydromorphon, Fentanyl) in der Schmerzmedizin an Bedeutung gewonnen. Ein weiteres Opiat, Codein, dient dagegen überwiegend der Unterdrückung des Hustenreizes (Antitussivum). Verschiedene Opiate unterliegen den rechtlichen Vorschriften für Betäubungsmittel.
Vor dem Gebrauch der modernen Therapien waren Opiate wichtige Medikamente in der Psychiatrie.

## Geschichte der synthetischen Opiate
Nachdem im Amerikanischen Bürgerkrieg verwundeten Soldaten Morphin verabreicht worden war, wurden Toleranz und Abhängigkeit zum sozialen Problem in den USA. Unter Toleranz wird verstanden, dass die Wirkung einer bestimmten Dosis eines Opiates durch Gewöhnung immer geringer wird und eine gleichbleibende Wirkung nur durch Steigerung der Dosis oder den Umstieg auf ein anderes Opiat erreicht werden kann. Abhängigkeit ist ein komplexeres Phänomen, dessen volle Ausprägung als Sucht bezeichnet wird. Gewöhnlich unterscheidet man grob zwischen körperlicher Abhängigkeit und psychischer Abhängigkeit, die miteinander gekoppelt auftreten. Für beide Formen gilt, dass der Drang zur erneuten Einnahme der wichtigste Aspekt der Abhängigkeit ist. Infolgedessen wurde intensiv nach schmerzstillenden Opiaten gesucht, die nicht zur Abhängigkeit führen, viele wurden für den klinischen Gebrauch in Umlauf gebracht, und nach einiger Zeit stellte sich heraus, dass sie doch zur Sucht führten. Die Bayer AG brachte beispielsweise 1890 Heroin auf den Markt. 1937 wurde Pethidin populär, bekannt unter den Handelsnamen Dolantin und Demerol. Etorphin ist ein weiteres synthetisches Opiat aus den 1960er Jahren.